# Brandis (Familienname)
Brandis ist ein deutscher Familienname.

## Namensträger

### A
- Albrecht Brandis (1932–2017), deutscher Mathematiker
- Alexander Brandis (1784–1869), Stadtdirektor und Bürgermeister der Stadt Paderborn
- Anton von Brandis (1832–1907), österreichischer Politiker
- August von Brandis (Beamter) (1798–1878), hannoverscher Offizier und Oberpostdirektor des Königreichs Hannover
- August von Brandis (1859–1947), deutscher Maler, Zeichner und Hochschullehrer

### B
- Benno Brandis (* 2006), deutscher Skirennläufer
- Bernhard Brandis (1875–1935), deutscher Jurist

### C
- Carl von Brandis (Karl Friedrich Jakob von Brandis; 1827–1903), deutscher Landdrost, Gründer der Stadt Johannisburg im heutigen Südafrika
- Karl Georg Brandis (1855–1931), deutscher Bibliothekar
- Christian August Brandis (1790–1867), deutscher Philosoph
- Christoph Brandis († 1658), deutscher Geschichtsschreiber und Politiker, Bürgermeister von Rüthen
- Clemens von Brandis (1798–1863), österreichischer Schriftsteller, Historiker und Politiker
- Cordt von Brandis (1888–1972), deutscher Offizier und Freikorpsführer
- Cordt von Brandis (General) (1874–1945), deutscher Generalleutnant

### D
- Dietrich Brandis (1824–1907), deutscher Botaniker

### E
- Eberhard von Brandis (Abt) († 1379), Ordensgeistlicher, Abt der Reichenau
- Eberhard von Brandis (Generalmajor) (1795–1884), deutscher Offizier und Politiker
- Eberhard von Brandis (Förster) (1868–1933), deutscher Förster und Mitglied des Nassauischen Kommunallandtags
- Erich Brandis (1834–1921), österreichischer Botaniker
- Ernst Brandis (1880–1945), deutscher Jurist und Richter

### F
- Franz von Brandis (1792–1870), deutscher Forstmeister und Politiker
- Franz Adam von Brandis (1639–1695), tirolerischer Adliger, Gerichtsschreiber, Historiker, Dichter und Chronist
- Friedrich Brandis (1775–1854), deutscher Theologe

### G
- Georg von Brandis (Landrat) (1847–1904), deutscher Rittergutsbesitzer und Verwaltungsbeamter
- Georg Freiherr von Brandis (1948–2021), deutscher Generalmajor
- Gottschalk Zelion-Brandis (1425–1495), deutscher Politiker, Bürgermeister von Werl

### H
- Heinrich III. von Brandis († 1383), Bischof von Konstanz
- Heinrich Brandis (Politiker) (Heinrich Graf Brandis; 1821–1900), österreichischer Politiker
- Heinrich Anton Rudolph Brandis (1821–1875), deutscher Jurist
- Helmut Brandis, deutscher Aufnahmeleiter, Drehbuchautor, Synchronautor und Synchronregisseur bei der DEFA
- Henning Brandis (Bürgermeister) (1454–1529), deutscher Chronist und Bürgermeister von Hildesheim
- Henning Brandis (Mediziner) (1916–2004), deutscher Mikrobiologe
- Henning Brandis (Künstler) (* 1944), deutscher Künstler
- Hermann Brandis (1612–1676), deutscher Politiker, Bürgermeister von Werl
- Hermann Friedrich Brandis (1809–1893), deutscher Jurist

### J
- Jakob Andrä von Brandis (1569–1629), österreichischer Historiker und Politiker
- Joachim Brandis der Ältere (1516–1597), mehrfach gewählter Bürgermeister der Stadt Hildesheim
- Joachim Brandis der Jüngere (1553–1615), deutscher Chronist und Bürgermeister von Hildesheim
- Joachim Dietrich Brandis (1762–1845), deutscher Arzt und Apotheker
- Johann Brandis (1830–1873), deutscher Archäologe und Orientalist
- Johannes von Brandis (1456–1512), Schweizer Geistlicher
- Johann Friedrich Brandis (1760–1790), deutscher Jurist und Hochschullehrer
- Jonathan Brandis (1976–2003), US-amerikanischer Schauspieler

### K
- Carl von Brandis (Karl Friedrich Jakob von Brandis; 1827–1903), deutscher Landdrost, Gründer der Stadt Johannisburg im heutigen Südafrika
- Karl Georg Brandis (1855–1931), deutscher Bibliothekar
- Katharina Brandis (1841–1928), deutsche Malerin
- Katja Brandis (* 1970), deutsche Journalistin und Autorin

### L
- Lata von Brandis (1895–1981), tschechische Rennreiterin
- Leonie Brandis (* 1977), deutsche Schauspielerin
- Lucas Brandis (vor 1450–nach 1500), deutscher Drucker
- Ludwig von Brandis (1483–1507), Herrscher über Schellenberg und Vaduz

### M
- Mangold von Brandis († 1385), Bischof von Konstanz
- Marcus Brandis (um 1455–nach 1500), deutscher Drucker
- Marie Brandis (1866–1906), österreichische Sängerin (Sopran)
- Mark Brandis (1931–2000), deutscher Schriftsteller, siehe Nikolai von Michalewsky
- Matthäus Brandis († nach 1512), deutscher Drucker
- Matthias Brandis (* 1939), deutscher Mediziner und Hochschullehrer
- Moritz Brandis († nach 1504), deutscher Drucker

### O
- Ortlieb von Brandis (1430–1491), Schweizer Geistlicher, Bischof von Chur
- Otto Brandis (1856–1917), deutscher Richter
- Otto zu Brandis (1848–1929), österreich-ungarischer Diplomat

### P
- Peter Brandis (* 1959), deutscher Jurist und Richter am Bundesfinanzhof

### S
- Sigmund I. von Brandis, Mitglied des Geschlechts der Freiherren von Brandis
- Sigmund II. von Brandis (vor 1486–1507), Mitglied des Geschlechts der Freiherren von Brandis
- Sylvia Brandis Lindström (* 1959), deutsch-schwedische Pferdetrainerin und Schriftstellerin

### T
- Thilo Meyer-Brandis (* 1971), deutscher Mathematiker, Wirtschaftswissenschaftler und Hochschullehrer
- Thomas Brandis (1935–2017), deutscher Violinist
- Tile Brandis (1511–1566), deutscher Kommunalpolitiker, Bürgermeister und Stadtchronist von Hildesheim
- Tilo Brandis (Propst) (um 1445–1524), deutscher Jurist und Propst
- Tilo Brandis (Bibliothekar) (1935–2022), deutscher Bibliothekar

### U
- Ulrich von Brandis (1425–1486), Mitglied des Geschlechts der Freiherren von Brandis

### V
- Veit Benno von Brandis (1606–1667), Tiroler Politiker, Obersterblandsilberkämmerer, Wirklicher Geheimer Rat, Landeshauptmann an der Etsch und Burggraf von Tirol

### W
- Wolfhart I. von Brandis († 1371), Freiherr von Brandis
- Wolfhart IV. von Brandis († 1418), Freiherr von Brandis
- Wolfhart V. von Brandis, Freiherr von Brandis